# Адрара-Сан-Мартино
Адра́ра-Сан-Марти́но (итал. Adrara San Martino, ломб. Dréra) — коммуна в Италии, расположена в области Ломбардия, подчинён административному центру Бергамо.
Население составляет 1908 человек, плотность населения составляет 152 чел./км². Занимает площадь 12,53 км². Почтовый индекс — 24060. Телефонный код — 00035.
Покровителем города считается святитель Мартин Турский. Праздник города ежегодно празднуется 11 ноября.